# Versalisering
| Versalisering |
| --- |
| Versalt och gement a i två olika typsnitt. - Betydelse – användning av versaler i gemen text - Bakgrund – medeltiden, bl.a. i tyskan - Användning – olika regler i engelska, svenska och danska |

Med versalisering avses bruket av versaler (stora bokstäver) i text som i övrigt skrivs med gemener (små bokstäver). Regler och konventioner skiljer sig åt mellan olika språk och har förändrats över tid. På tyska skrivs till exempel alla substantiv med inledande versal, medan man i svenskan främst versaliserar egennamn.
Organisationsnamn och varumärken är ofta registrerade med avvikande versalisering, exempelvis enbart med versaler eller kamelnotation ("KamelNotation"), i marknadsföringssyfte. I vissa språk, exempelvis svenskan, är det vanligt i icke marknadsförande texter att media och andra publicister normaliserar skrivsättet så att det följer språkliga normer. Syftet är att öka läsbarheten och vara neutral genom att undvika att vissa namn lyfts fram.

## Historik
Historiskt har användning av versaler i svenska och andra språk ofta varierat. Man använde bland annat i 1600-talets tyska och svenska så kallad textuell markering via inledande versal, vilket kan jämföras med kursivering, understrykning, fettning eller andra sätt att markera ett visst ord eller textavsnitt.

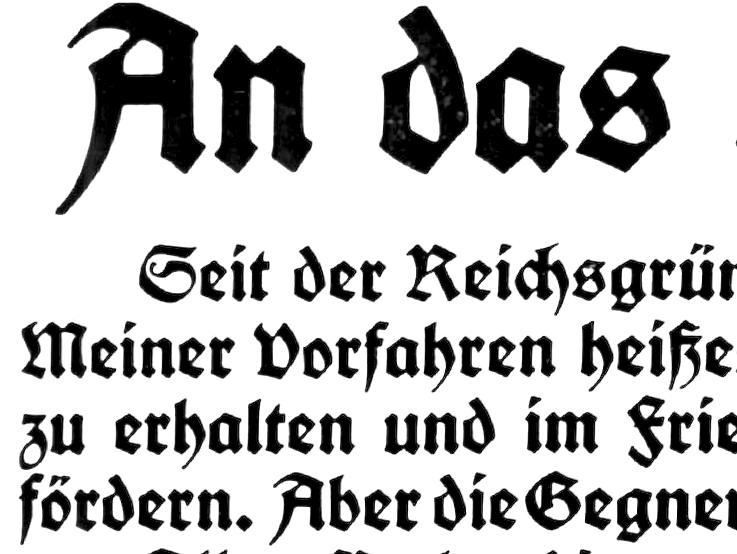
Tyska skriven i frakturstil.

Det vanliga bruket att använda snirkliga anfanger och dito versaler ska ha lett till att bland annat franskan och engelskan efter 1700-talet i stort sett slutade använda versaler i allmän text. I tyskan var versalisering av substantiv vanligt förekommande sedan medeltiden. Att tyskan valde att fortsätta versalisera substantiv, medan romanska språk inte gjorde det, berodde till stor del på att tyskan vanligen skrevs med frakturstil och romanska språk i antikvastil. I den senare skriftformen skiljer sig versaler och gemener tydligare åt.
Efter 1600-talet försvann också bruket av versaliserade substantiv ur svensk skrift. Detta var också del av en distansering från tyskan och den fram till 1700-talets mitt stora kulturella påverkan från Tyskland. Dessutom markerade man då också en distans mot danskan, som fortfarande in i 1900-talet skrev substantiv med initial versal.

## Versalisering i svenskan

### I början av meningar
I svenskan används versaler i början av en mening. Undantag är om meningen börjar med ett egennamn eller en förkortning som inleds med gemen bokstav, till exempel af Chapman eller pH-värde. I sådant fall rekommenderas skribenten att formulera om meningen.
Efter kolon används stor bokstav om det efterföljande är en självständig mening, eller flera meningar.
Jag sade: Visst är det vackert!
Kolon följs av liten bokstav i följande fall: vid uppräkningar, vid kortare exemplifiering eller förklaring, för osjälvständiga meningar.

### I egennamn
I början av egennamn, både personliga och opersonliga, används stor bokstav. Detta gäller även sammansättningar med egennamn, till exempel Guillou-romaner, dock inte sådana som slutat vara tillfälliga sammansättningar, till exempel falukorv. Internet förekommer med både inledande versal och gemen. Ursprungligen skrevs det med inledande versal eftersom det uppfattades som ett namn på ett datornät i mängden, men med tiden har det blivit allmänt och allt fler förespråkar inledande gemen, exempelvis SAOL och Institutet för språk och folkminnen. Ord som har avletts ur egennamn har ingen stor bokstav: marxism, amerikansk. Egennamn som består av mer än ett ord skrivs normalt med endast första ordet, och andra egennamn som ingår i det, versaliserade.
I vissa kategorier av egennamn finns ett antal namnbärare som är så vanliga och välkända att det är överflödigt att markera dem med versal. Så är fallet med bland annat ett fåtal astronomiska objekt och myndigheter. När det gäller t.ex. statens affärsdrivande verk har bruket varit vacklande. Somliga verk har fastställt att deras namn (inuti en mening) skall skrivas med versal begynnelsebokstav, andra verk har bestämt gemen begynnelsebokstav för samma situation.
En del egennamn skrivs av hävd med avvikande versalisering: "Svenska Akademien". I vissa fall gör också viljan till tydlighet att man versaliserar mer än ett ord, speciellt om första ordet också är ett egennamn. Namn som börjar med "Kungliga" brukar även få andra ordet versaliserat: "Kungliga Tekniska högskolan".
- Platser: Geografiska egennamn inklusive byggnader har stor bokstav, såsom Stockholm och Göteborg, Stureplan eller Roxen, Nationalmuseum och Colosseum. Fjärran Östern har stor bokstav i båda orden, men är ett undantag eftersom väderstreck när de används som geografiska platser, som Södern och Norden, skrivs med stor bokstav. Om väderstrecket är beskrivande har det liten bokstav, till exempel södra Sverige. Å andra sidan skrivs det med stor bokstav, men själva området med liten, om ordet är sammansatt, till exempel Nordafrika eller Sønderjylland. Göta kanal och Klippiga bergen är två exempel på flerordigt geografiska egennamn med liten bokstav i det andra ordet.
- Språk: Skrivs med gemener, ex: svenska och tyska. Däremot används inledande versal i programspråk, ex: Lisp och Python.
- Astronomi: Vad gäller himlakroppar och astronomiska objekt skrivs solen, jorden, månen och universum normalt med gemener, medan de övriga, såsom Venus, Tellus, Triton, Aldebaran och Andromedagalaxen, stavas med versal.
- Rubriker och (verk)titlar: Rubriker och (bok)titlar skall i svenskan skrivas som en vanlig mening med första ordet inlett med en versal bokstav, övriga gemena om inte föregående undantag gäller (till exempel om ett egennamn ingår i rubriken). För tidningar gäller dock att de ofta skrivs med egen versalisering, där vanligen allt utom småord versaliserat. Exempel: Svenska skrivregler men Östra Småland och Nyheterna.
- Vetenskapliga artbeteckningar: Vetenskapliga artbeteckningar ärver latinets språkegenskaper. Således heter det Anemone nemorosa när man skriver det vetenskapliga namnet på vitsippan i en svensk text.
- Företag och organisationer: Företagsnamn och namn på organisationer skrivs enligt svensk språkstandard med inledande versal för namn.[4][5] Ofta avviker företag i sin egen kommunikation från detta av marknadsföringsskäl. Ikea brukar skrivas IKEA i företagets egna skrifter men bör skrivas Ikea i neutrala texter. När namnet består av flera ord följer man normalt företagets eller organisationens egen praxis, till exempel Rädda Barnen, Nordiska Kompaniet.
- Myndigheter: Ett flertal myndigheter skrivs med inledande gemen. Undantag är bland andra Socialstyrelsen och Statens kulturråd, som får en versal. Ett klurigt fall är Posten (Postverket) kontra posten (postkontoret). Lokala myndigheter som Kulturnämnden i Borås får stora bokstäver. Följande myndigheter och instanser skrivs med inledande gemen:
  - staten
  - kronan
  - regeringen
  - regeringskansliet
  - riksdagen
  - armén
  - flygvapnet
  - marinen
  - flottan
  - kustartilleriet
  - krigsmakten
  - försvarsmakten
  - polisen
  - tullen
  - kyrkan
- Politiska partier: Partier som för tillfället är representerade i Sveriges riksdag har tidigare skrivits med gemener, medan lokala, historiska eller icke-etablerade partier skrivits med versal. Sedan början av 2009 rekommenderar Språkrådet att alla partinamn skrivs med inledande versal[6].
- Religioner: Religioner och livsåskådningar stavas med gemen bokstav, till exempel kristendom, islam, buddhism, marxism och falungong. Vissa rörelser, bland annat humanism och scientologi, beskriver sig själva med versal (Humanism, Scientologi), men detta avviker från standard och bör undvikas.
- Religiösa skrifter: Heliga skrifter inom någon religion räknas som boktitlar och får stor bokstav, såsom Koranen eller Bibeln. Dock heter det "en bibel" när man talar om enstaka exemplar.
- Förintelsen: När man med Förintelsen avser nazisternas mord på olika människogrupper under andra världskriget så är det ett egennamn och stavas således med versal, till skillnad från "förintelsen" som är vilken förintelse som helst i bestämd form.
- Månader, dagar och namngivna veckor: Månader, allmänna helgdagar och veckodagar skrivs med gemena bokstäver, som februari, annandag påsk och söndag. Likaså namngivna veckor såsom stilla veckan och påskveckan. De flesta högtiderna och temadagarna bör skrivas med inledande gemen i svenskan, exempelvis alla hjärtans dag, valborgsmässoafton, halloween och lucia. Det finns dock enstaka undantag som innehåller egennamn, som Kristi himmelsfärds dag och Marie bebådelsedag.[7] Valborg och Lucia är även personnamn, så när man syftar på personer skrivs det med inledande versal. Alltså "fira valborg" när man uppmärksammar högtiden och "fira Valborg" när man uppvaktar någon som heter Valborg. Luciadagen med inledande versal syftar specifikt på Lucias namnsdag, medan luciadagen med inledande gemen syftar på den allmänna högtiden.[8]
- Grundämnen: Grundämnen är sakord och skrivs alltså med gemener hur ovanliga de än är – guld, gallium och gadolinium. Däremot skrivs alltid den kemiska beteckningen med versal begynnelsebokstav, t.ex. Fe (järn), Au (guld) oberoende av var i meningen ordet förekommer.
- Personnamn: påbörjas normalt med versaler. Efternamnsprefixen af och von skrivs däremot alltid med gemen, även om de står först i en mening. För utländska namnprefix som de och de la råder olika standarder för olika länder och namn; man låter namnets bärare bestämma versaliseringen.
- Durtonarter: Durtonarter stavas traditionellt med inledande versal, F-dur, medan molltonarter stavas med gemener, d-moll.
- Pronomen: Av respekt skrivs stundom de personliga pronomenen du och ni med versal,[källa behövs] framför allt i brev. Detta bruk är dock diskuterat, och det är inte alla som uppskattar att bli tilltalade med versal.
- Gud: Pronomen som syftar på Gud kan inledas med versal, till exempel Gud skulle kunna stanna jorden om Han ville, Tillkomme Ditt rike. Detta gäller särskilt då Guden i monoteistiska religioner avses. Exempel: Min gud är Gud.
- Sjukdomar och medicinska diagnoser: Dessa skrivs vanligen med gemener, till exempel röda hund. Diagnoser uppkallade efter en person skrivs med versal, till exempel Downs syndrom.

### Förkortningar
Uttrycksförkortningar som d.v.s. och m.a.o. stavas som vanliga ord – alltså normalt med gemener, men med inledande versaler i början av en mening. (Huruvida det i de visade exemplen och analoga fall skall vara punkter, och om det ska vara blanksteg eller inte mellan bokstäverna är kontroversiellt. Ibland inkonsekvent till och med inom en och samma regelsamling.)
Det finns inga heltäckande och allmänt vedertagna regler för versalisering av förkortningar, men följande riktlinjer finns med vissa undantag:
- Akronymer som är tillfälliga eller av fackspråkskaraktär stavas av hävd med versaler för att särskilja dem från vanliga ord: BO, DOS, ISBN.
- Akronymer som om de skrevs med gemener skulle kunna förväxlas med ett vanligt ord skrivs genomgående med versaler: LO, USA, UV.
- Akronymer som har fått fotfäste i språket normaliseras oftast till gemener: it, tv, cd, adhd. I allmänhet är det dock accepterat att versalisera dem. Undantag är akronymer som läses som normala ord: hiv, laser, prao, radar.
- Akronymer som utläses som ett ord (inte bokstav för bokstav) skrivs versalgement eller med små bokstäver: Ikea.[9][10]
- När det gäller FN:s hundratals organ är läget förvirrat. Man kan dock urskilja en tendens, att sådant som är uttalbart skrivs med versal begynnelseboksav och resten av förkortningen med gemener: Unesco, Unicef. Förkortningar som är svåra att uttala som ord skrivs med versaler rakt igenom: UNDP, UNHCR, CCIR.

### Yrkestitlar och befattningar
Yrkestitlar och befattningar skrivs alltid med gemena bokstäver, även om yrkestiteln har ursprung i engelskan, såsom key account manager och controller.

### Branscher
Branscher skrivs alltid med gemena bokstäver, även om branschens namn har ursprung i engelskan, såsom life science och private banking.

### Genrer och stilar
Genrer och stilar skrivs alltid med gemena bokstäver, även om genrens namn har ursprung i engelskan, såsom hiphop och new wave.

## Versalisering i andra språk

### Danska
I danskan följde man fram till 1948 samma principer som i tyskan (se nedan). Numera skriver man på ett sätt som mer liknar dagens svenska.

### Engelska

#### Substantiv och egennamn
Följande ord och ordgrupper skrivs med inledande versal:
- pronomenet I ('jag')
- egennamn, även God, the Lord ('Gud', 'Herren') med flera
- namn på veckodagar och månader
- titlar på personer, till exempel Mister Smith
- nationaliteter och språk

#### Rubriker och titlar
Det finns två sätt att skriva rubriker och titlar i engelskan: title case och sentence case.
I title case används stor begynnelsebokstav för första och sista ordet samt för alla ord som ingår i rubriken utom artiklar (a, an, the), samordnande konjunktioner (and, but, for, nor, or, so, yet) prepositioner med färre än fem bokstäver, infinitivmärkeet to och as om det följs av ett substantiv. I ord som satts samman med bindestreck är huvudregeln att båda har stor begynnelsebokstav (Twenty‑One). Undantag är för det första att led som inte är första ledet i sammansättningen skrivs med liten begynnelsebokstav om det är ett småord som skrivs med liten bokstav när det uppträder självständigt (Step‑by‑Step), för det andra att sammansättningar där första ledet är ett prefix som inte är ett självständigt ord har liten begynnelsebokstav på andra sammansättningsledet (Anti-inflammatory), och för det tredje att sammansättningar där första ledet består av endast en bokstav har liten begynnelsebokstav på andra ledet (T‑shirt). Formatet title case är standard i amerikansk engelska och är mycket väl spritt i titlar på filmer och litterära verk.
Prepositioner som är en del av vanligt förekommande predikatsuttryck (med betonad preposition) såsom Go On, Come On och Show Up versaliseras dock.
Sentence case är vanligt i engelska utanför Nordamerika. Det innebär att rubriken eller titeln skrivs som en vanlig mening, det vill säga inledningsordet versalt och resten som i en vanlig mening, till exempel: As I lay dying.

#### Förkortningar
Bruket är olika i brittisk engelska och amerikansk engelska. Exempel: "voltage standing wave ratio" blir v.s.w.r. i England men VSWR i USA.

#### Yrkestitlar och befattningar
En yrkestitel skrivs versalgement om den står direkt före eller efter namnet på den som innehar titeln, exempelvis our Sales Director, John Smith eller John Smith, Sales Director. I alla andra fall skrivs yrkestiteln med gemena bokstäver, till exempel The company will recruit a new sales director this year.

### Franska
Versalisering i fransk skrift följer i hög grad samma grundregler som i svenskan. Dock finns skillnader inte minst i början av en fras/titel/rubrik. Om en rubrik eller titel inleds med bestämd artikel, bör nästa ord versaliseras.
I många egennamn som består av ordsammansättningar versaliseras endast det efterställda huvudordet. Således skrivs det franska ordet för jultomte père Noël och en gata i Paris som rue de Provence.

### Tyska
I tyskan versaliseras substantiv. Däremot versaliseras inte andra ord, så länge de inte är egennamn.

## SI-enheter
SI-enheter skrivs gement när de skrivs ut, till exempel meter, newton och farad med undantaget grad Celsius där grad eller grader skrivs gement men det efterföljande Celsius med inledande versal. Förkortningarna inleds med versal för enheter som namngetts efter personer – newton blir N, farad (av Faraday) blir F och grad Celsius blir °C. Övriga enheter förkortas med liten bokstav, exempelvis meter blir m och sekund blir s. Ett undantag är liter som inom bland annat sjukvård förkortas L för att undvika förväxling med siffran 1.
Prefixförkortningar som innebär någonting som är mindre än eller högst tusen gånger större än den definierade enheten skrivs ut med gemener (k för kilo, c för centi, μ för mikro med flera) (tidigare användes dock D för deka). Förkortningar som innebär någonting som är större än tusen gånger den definierade enheten förkortas med versal (M för mega, G för giga, T för tera, med flera).